# Масада (кибуц)
Масада (ивр. מסדה‎) — кибуц на севере Израиля. Расположен в северной части долины реки Иордан недалеко от Галилейского моря; находится под юрисдикцией регионального совета Эмек ха-Ярден. В 2006 году он был приватизирован, но по-прежнему считается кибуцем.

## Название
Название кибуца взято из эпической поэмы «Масада» Ицхака Ламдана, которая в свою очередь названа в честь крепости Масада на берегу Мертвого моря. Это не имеет ничего общего с еврейским словом «масад», обозначающим основу или фундамент. Крепость Масада на иврите называется «Мецада» (מצדה), но Ицхак Ламдан, хотя и писал на иврите, использовал название, известное из трудов Иосифа Флавия, «Масада» (מסדה). Стихотворение Ламдана имело огромное влияние среди евреев-сионистов времен основания кибуца.

## История
Кибуц был основан в 1937 году в рамках программы «Стена и башня» иммигрантами из Румынии и членами кибуца Шаар-ха-Голан.
Как и в случае с Шаар-ха-Голаном, защитники кибуца отступили во время сражений в долине Кинарот во время арабо-израильской войны 1948 года, продержавшись четыре дня боев. Оба кибуца были захвачены и некоторое время удерживались сирийской армией, в течение этого времени они были разграблены и сожжены.
Масада, как и десятки кибуцев близ Галилейского моря, находилась под угрозой как со стороны сирийских Голанских высот, возвышающихся с востока, так и со стороны иорданцев через реку Ярмук. 29 марта 1968 года, в время войны на истощение, трактор из Масады подорвался на мине, в результате чего погибли водитель и трое пассажиров. Израильские войска прибыли для эвакуации пострадавших, а иорданские войска открыли по ним огонь. В ответ израильские ВВС атаковали иорданские объекты к востоку от Бейт-Шеана. Несколько самолётов получили повреждения от зенитного огня, но благополучно вернулись на базу.
Масада сильно пострадала от экономического краха 1980-х годов, который затронул её сильнее, чем другие кибуцы. В 2006 году кибуц был приватизирован.

## Галерея

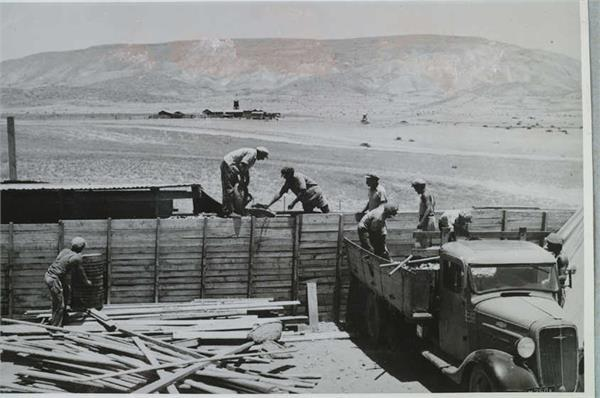
Строительство Масады, 1937 год, На заднем плане — Шаар-ха-Голан
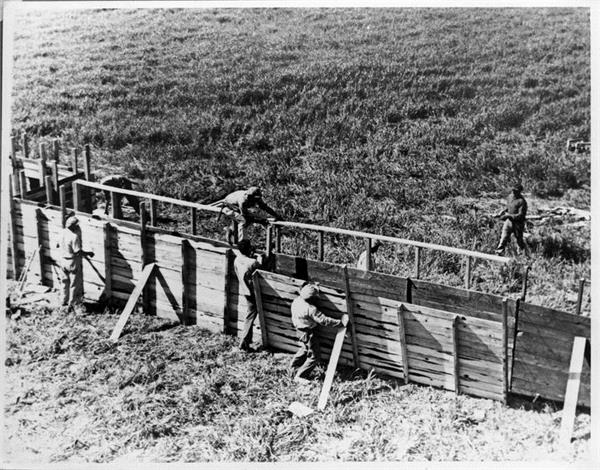
Строительство Масады, 1937 г.
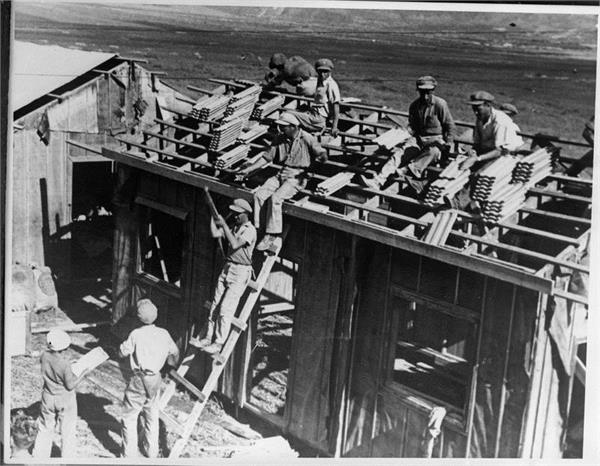
Строительство бараков Масады, 1937 г.
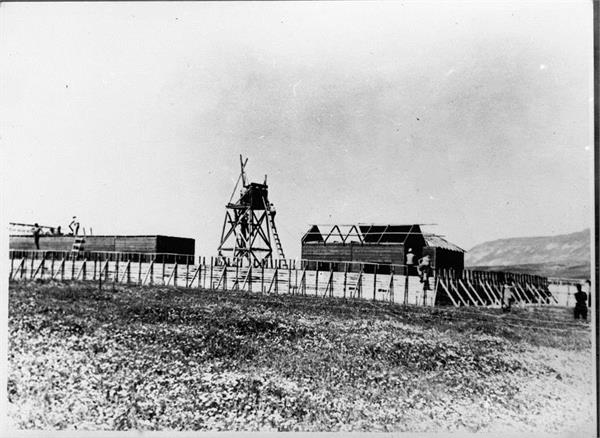
Строительство башни Масады, 1937 г.
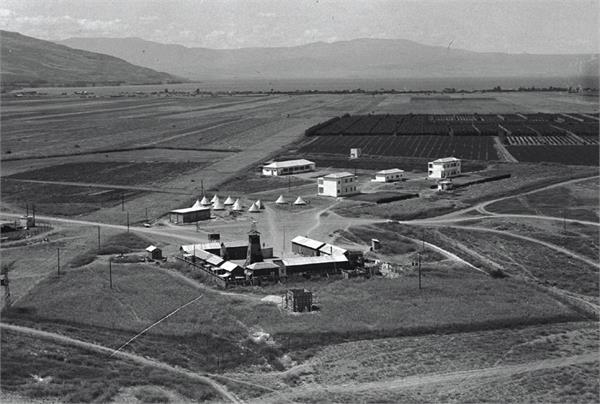
Масада, 1939 год